# Javi Moyano
Javier Moyano Lujano, meglio noto come Javi Moyano (Jaén, 23 febbraio 1986), è un calciatore spagnolo, difensore del Real Jaén.

## Caratteristiche tecniche
È una terzino destro.

## Carriera
È cresciuto nelle giovanili del Real Jaén.
Con le maglie di Tenerife e Real Valladolid ha collezionato 173 presenze nella seconda divisione spagnola.